# António Hipólito de Aguiar

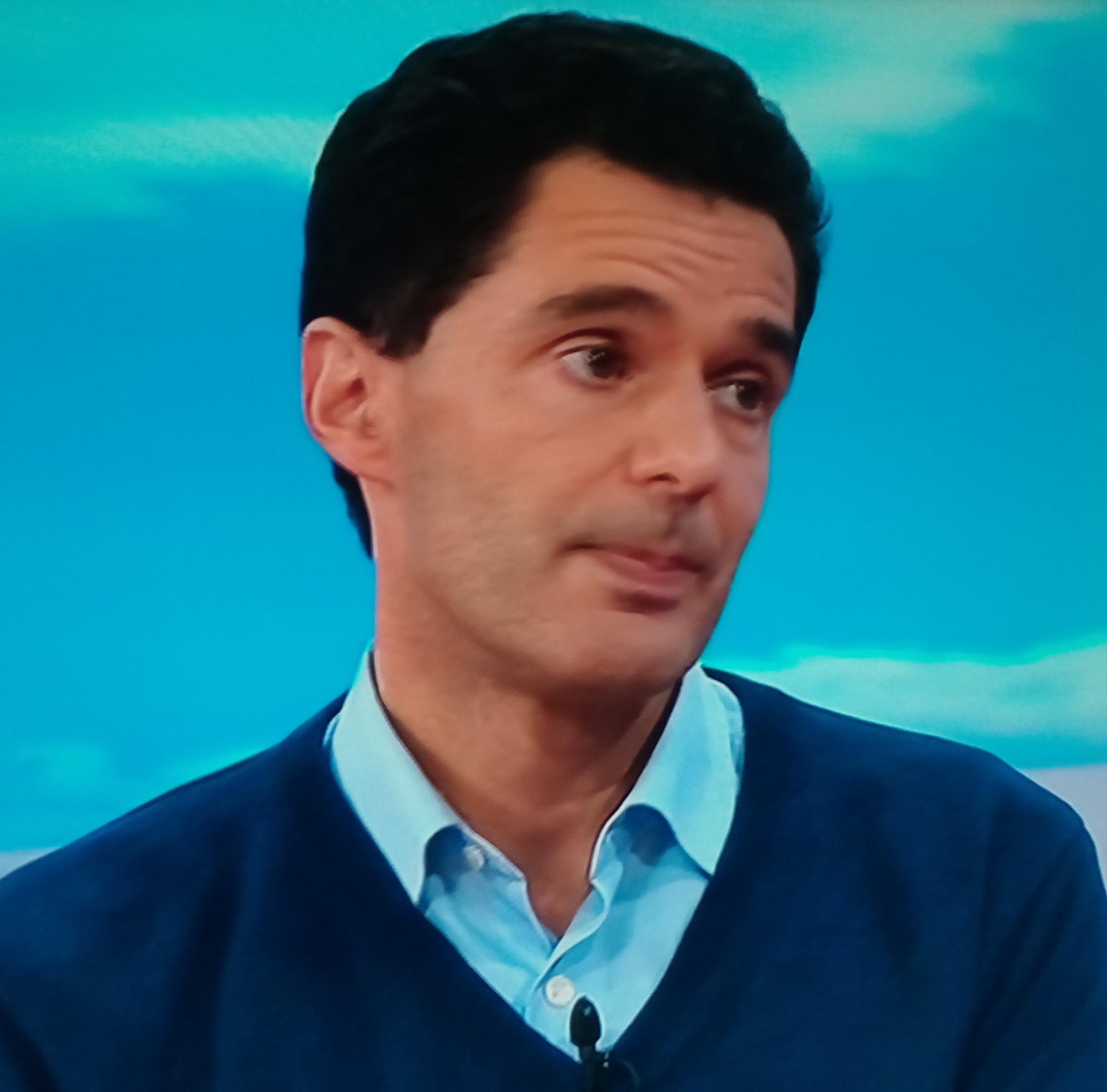
António Hipólito de Aguiar em 2016

António Pedro de Figueiredo Hipólito de Aguiar (n. 8 de Outubro de 1969) é um farmacêutico e apresentador de televisão português.
Nascido numa família tradicionalmente farmacêutica (o trisavô era boticário do rei D. Carlos; o bisavô fundou a Farmácia Aguiar, em Lisboa, que hoje gere como sócio-gerente e diretor-técnico), licenciou-se em Ciências Farmacêuticas pela Faculdade de Farmácia da Universidade de Lisboa, em 1994; fez o mestrado em Economia Internacional pelo Instituto Superior de Economia e Gestão da Universidade Técnica de Lisboa; e doutorou-se em Sociofarmácia pela Faculdade de Farmácia da Universidade de Coimbra em 2015. É ainda docente universitário, na Universidade Lusófona de Humanidades e Tecnologias.
É convidado regular no talk-show da TVI, A Tarde É Sua, para discutir matérias de saúde. Foi Presidente da Secção Regional do Sul da Ordem dos Farmacêuticos de 2009 a 2012, . Cursa o Mestrado Integrado em Medicina na Faculdade de Ciências Médicas da Universidade Nova de Lisboa, desde Setembro de 2015.Faz Voluntariado na Organização Humanitária "Médicos do Mundo".

## Obras publicadas
- Boas Práticas de Comunicação na Farmácia (2014), Hollyfar - Marcas e Comunicação
- Boas Práticas de Gestão na Farmácia (2012), Hollyfar - Marcas e Comunicação
- Como Viver Mais e Melhor (2012), Edições Euroimpala
- Emagreça e não volte a engordar (2012), Edições Impala
- A Gestão da Farmácia - Ultrapassar os Novos Desafios (2007)
- Não Envelheça: Cuide da Sua Pele (2007), Editorial Presença
- Coma, Beba e Emagreça (2006), Editorial Presença
- Emagreça: perca gordura e ganhe saúde (2005), Editorial Presença
- Farmacêuticos 2015 (2005)
- A Farmácia e a Comunicação (2004)
- Medicamentos, que Realidade? - Passado, Presente e Futuro (2ª edição 2004)
- Política do Medicamento – Guia de Consulta (2003)
- Gerir a Farmácia do Próximo Milénio (2ª Edição 2001)